# 鲁恭姬造像碑
鲁恭姬造像碑，位于中国甘肃省清水县。
原为甘肃省文物保护单位，类型为石窟寺及石刻。鲁恭姬造像碑的历史年代为北周，是天和二年（公元567年）任南阳、枹罕二郡太守郡功曹的清水大户句法袭为亡妻鲁恭姬造释迦像的记事碑，高2米，宽0.85米，清道光初年出土。2006年，鲁恭姬造像碑列入第六批全国重点文物保护单位合并项目，归入第一批全国重点文物保护单位麦积山石窟。